# جریان سومالی

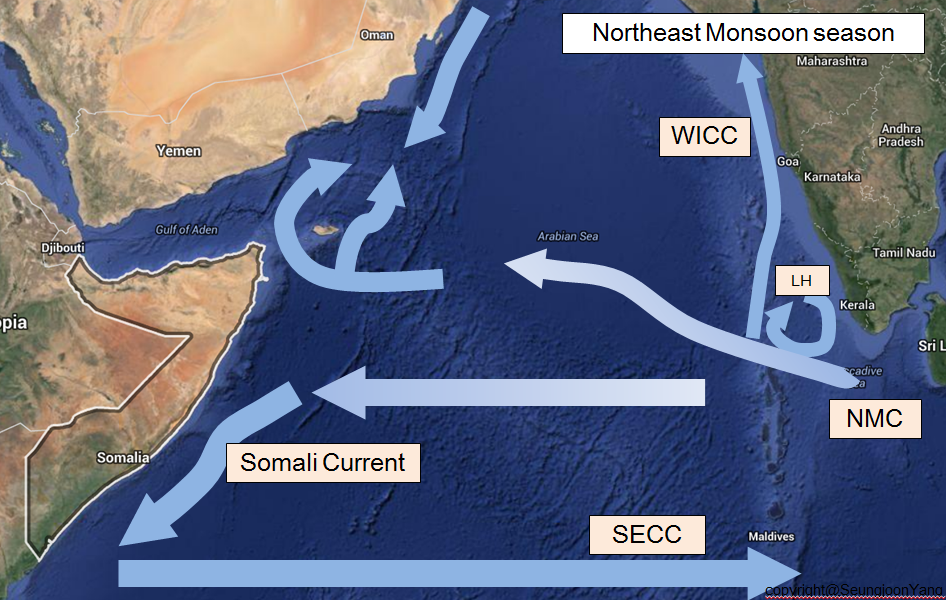
جریان سومالی غربی به‌همراه جریان موسمی شمال شرقی هند.

جریان سومالی (انگلیسی: Somali Current) یک جریان اقیانوسی است که در امتداد ساحل سومالی و عمان در غرب اقیانوس هند جریان دارد و مشابه جریان گلف استریم در اقیانوس اطلس است. این جریان به‌شدت تحت تأثیر بادهای موسمی قرار داشته و تنها سامانه خیزش آب است که در سمت غربی یک اقیانوس روی می‌دهد. آب‌های خیزش شده توسط این جریان پس از ادغام با دیگر سامانه‌های خیزشی یکی از غنی‌ترین اکوسیستم‌های اقیانوسی را پدید می‌آورد.